# 후쿠다촌 (나가사키현)
후쿠다촌(福田村)은 나가사키현 니시소노기군에 있던 촌이다. 현재의 나가사키시 후쿠다 지역에 해당한다.

## 역사
- 1889년 4월 1일 - 정촌제 시행에 의해 니시소노기군 후쿠다촌이 단독으로 지자체를 형성하였다.
- 1955년 1월 1일 - 나가사키시에 편입해 동일 후쿠다촌은 폐지되었다.

## 참고문헌
- 角川日本地名大辞典 42 長崎県